# Nyelvtudományi Közlemények
Nyelvtudományi Közlemények a Magyar Tudományos Akadémia Nyelvtudományi Intézetének folyóirata, a legrégibb nyelvészeti folyóiratok egyike.
Az 1862-ben Hunfalvy Pál irányítása alatt indult útjára. Főként a finnugrisztika (illetve az uralisztika) művelői játszottak meghatározó szerepet. A Nyelvtudományi Közlemények szigorúan lektorált tanulmányokat és ismertetéseket ad közre, külföldi szerzők tollából is, és akár a finnugrisztikában munkanyelvnek számító idegen nyelveken is (finn, német, angol, francia és orosz).

## Főszerkesztői
- Hunfalvy Pál (1862–1878)
- Budenz József (1879–1892)
- Simonyi Zsigmond (1892–1895)
- Szinnyei József (1896–1930)
- Gombocz Zoltán (1931–1934)
- Zsirai Miklós (1935–1954)
- Lakó György (1955–1967)
- Hajdú Péter (1967–1985)
- Honti László (1986–1989)
- Bakró-Nagy Marianne (1990–1997)
- Honti László (1998–)
- Cser András (2017–2019)[1]
- Gugán Katalin (2020–)

## Adatbázisok
- Arcanum DVD kétrétegű pdf (1862–2008)